# Liste des musées d'art contemporain aux États-Unis
Les musées d'art contemporain aux États-Unis sont parmi les plus richement dotés au monde. Ceci est en partie dû à l'important mécénat individuel des grandes fortunes du pays, qui n'hésitent pas pour des raisons de prestige et de déductions d'impôts à investir des fortunes colossales dans de tels projets.

## Musées de la côte est
- Institut d’art contemporain de Boston, Boston (Massachusetts)
- Musée d'art contemporain de Massachusetts, North Adams (Massachusetts)
- Museum of Modern Art, New York (New York)
- Whitney Museum of American Art, New York, New York
- Musée Solomon R. Guggenheim, New York, New York
- Brooklyn Museum, New York, New York
- P.S. 1 Contemporary Art Center, New York, New York
- Storm King Art Center, Cornwall (New York), New York
- National Gallery of Art, Washington, Washington

## Musées de la côte ouest
- Musée d'art moderne, San Francisco, Californie
- Musée d'art contemporain, Los Angeles, Californie

## Musées du centre
- Musée d'art contemporain, Chicago, Illinois
- Musée d'art contemporain, Cleveland, Ohio

## Musées du sud
- Musée d’art contemporain, Miami (Floride)
- Menil Collection, Houston (Texas)
- Nasher Sculpture Center, Dallas (Texas)
- Musée d'art contemporain, Houston, Texas